# Prosthechea jauana
Prosthechea jauana là một loài thực vật có hoa trong họ Lan. Loài này được (Carnevali & I.Ramírez) W.E.Higgins miêu tả khoa học đầu tiên năm 1997.